# بهاگیوال
بهاگیوال (به انگلیسی: Bhagiwal) یک شهر در پاکستان است که در پنجاب واقع شده‌است.